# غيكس فون بيك
غيكس فون بيك (بالإنجليزية: GeeksPhone Peak)‏ هو هاتف ذكي يعمل بنظام فيرفكس، تم طرحه في الأسواق في 23 أبريل 2013.

## الخصائص
- نظام التشغيل: فيرفكس
- الكاميرا الأمامية: 2 ميجابكسل
- الشاشة: شاشة لمس